# Jenne
Jenne é uma comuna italiana da região do Lácio, província de Roma, com cerca de 497 habitantes. Estende-se por uma área de 31 km², tendo uma densidade populacional de 16 hab/km². Faz fronteira com Arcinazzo Romano, Subiaco, Trevi nel Lazio (FR), Vallepietra.

## Demografia
| Variação demográfica do município entre 1861 e 2011                               |
|                                                                                   |
| Fonte: Istituto Nazionale di Statistica (ISTAT) - Elaboração gráfica da Wikipedia |